# Iwatayama Monkey Park
L'Iwatayama Monkey Park (in giapponese: モ ン キ ー パ ク, Arashiyama Monkī Pāku) è un parco situato a Kyoto, in Giappone, nella zona turistica denominata Arashiyama. Il parco si trova ai piedi del monte Arashi, sullo stesso lato del fiume Katsura e della stazione ferroviaria. È abitato da un gruppo di oltre 170 macachi giapponesi (Macaca fuscata). Nonostante gli animali siano selvatici è consentito nutrirli con alimenti acquistati sul luogo.